# Rentnerband
Die Rentnerband war eine Musikgruppe aus Hamburg, die aus verschiedenen Musikern der Hamburger Szene gebildet wurde und zwischen 1974 und 1983 aktiv war.

## Geschichte

### Gründung und erstes Album „...alles klar“
In seinem Lied Alles klar auf der Andrea Doria sang Udo Lindenberg 1973:

„Bei Onkel Pö spielt ’ne Rentnerband
seit 20 Jahren Dixieland
’n Groupie hab’n die auch
die heißt Rosa oder so
und die tanzt auf’m Tisch wie’n Go-Go-Go-Girl.“

Bei einer Feier in Willems Haus mit Otto Waalkes, Udo Lindenberg, Gottfried Böttger und Ewald Lütge entstand die Idee, die besungene Rentnerband zu gründen.
Daraufhin setzten Willem und Ewald Lütge (das Produzententeam Lob & Hudel) diese Idee um.
Die beteiligten Musiker wurden aus anderen bestehenden Bands rekrutiert: Zu ihnen gehörten der Pianist Gottfried Böttger (Klavier, Akkordeon, Gesang), der in Udo Lindenbergs Panikorchester spielte, Lonzo Westphal (Geige), Django Seelenmeyer (Banjo, Mandoline), die beide auch Mitglied bei Leinemann waren und der hannoversche Sänger Peter Petrel. Der Name der Band stammt von Udo Lindenberg. Von Juni bis August 1974 wurde dann das Album ...alles klar aufgenommen. Neben Böttger, Westphal, Seelenmeyer, Petrel und Willem waren noch Ingo Kröger (Bass), Charles „Charly“ Krüger (Schlagwerk), Michael „Ede“ Wolff (Tuba), Barry Sarluis (Klavier), Ingrid Unverdorben als „Rosa“, Brunos Salonband bzw. Boller Chris und Schleicher (Bläser) und der Eppendorfer Pensionärs Chor an der Aufnahme beteiligt, wobei der Pensionärs-Chor wie die Rentner-Band hier zum ersten Mal in Erscheinung trat.
An den Kompositionen und Texten des Albums war Lütge an sechs Titeln, Böttger an drei, Willem an zwei sowie Seelenmeyer und Westphal je an einem Stück beteiligt. Von Udo Lindenberg wurden Andrea Doria und Hoch Im Norden gecovert.
Das als Single veröffentlichte Lied Hamburger Deern ist die deutsche Version des englischen Hits Liverpool Lou (Komponist: Dominic Behan) der Gruppe The Scaffold. Der Text erzählt die wahre Geschichte, wie Peter Petrel im Onkel Pö seine spätere Frau kennenlernte. Den Text schrieb Ewald Lütge unter dem Pseudonym Lob. Der Text der Deern wurde von Ingrid Unverdorben gesprochen, ihr Text endet mit „Deine Rosa“. Am 23. November 1974 hatte die Rentnerband mit dem Lied einen Fernsehauftritt in der Sendung Disco, ab dem 2. Dezember 1974 war Hamburger Deern für 16 Wochen in den deutschen Charts.
Ein Nebenprojekt der Band war Daddy's Group mit Willem als Sänger. Willem und Lütge legten fest, dass zum Lied Midnight Special ein neuer Text geschrieben werden sollte. Lütge schrieb den Text zu Laß' die Morgensonne (endlich untergehen) im November 1974. Bereits am 6. Dezember wurde Laß' die Morgensonne und Balkan Lied von Daddy's Group sowie Olli, der Orang Utan vom Eppendorfer Pensionärs Chor zusammen mit den bereits von der Rentnerband veröffentlichten Liedern Hamburger Deern und Lily The Pink auf dem Kompilationsalbum Hamburger-Szene veröffentlicht. Ebenfalls auf dem Album sind mit Der Clou und Wettbüro Stomp zwei Solo-Titel von Böttger und mit Grüß mir den Herbert… ein Solo-Titel von Willem vorhanden. Weiter ist das Lied Sheik of Araby der Old Merry Tale Jazzband auf dem Album vorhanden. Diese hatten das Lied als The Sheik of Araby bereits auf dem Album Live in der „Fabrik“ mit Willem als Sänger veröffentlicht.

### Erste Auftritte, Umbesetzung, Tournee, zweites Album „Revue“
Die Rentnerband, ursprünglich nur als Gag gegründet worden, planten für Anfang 1975 ihren ersten Auftritt, zwei Konzerte am 13. und 14. Januar im Hamburger Schauspielhaus waren ausverkauft. Kurz darauf wurde berichtet, dass drei Mitglieder der Urbesetzung (Gottfried Böttger, Django Seelenmeyer und Lorenz Westphal) nicht auf Tournee mit der Rentnerband gehen wollten und dass Ede Wolf bereits vorher die Band verlassen hat; Willem und Lütge suchten darauf nach Ersatz.
Im März wurde dann die neue zehnköpfige Besetzung bekanntgegeben: Willem (Gesang, Banjo), Peter Petrel (Gesang, Ukulele), Werner Böhm (Piano, Stepptanz), Kalle Popp (Bass, Gitarre, Gesang), Wolfgang Düe (Banjo, Mandoline, Gitarre, Bass, Gesang), Axel (bzw. Alex) Müller (Trompete, Saxophon, Akkordeon, Piano, Gesang), Charly Krüger (Schlagzeug, Posaune, Gesang), Hans Böhrs (Ansager, Posaune, Schlagzeug, Gesang), Anna Mofa (Gesang, Piano) und Ingrid Unverdorben. Bereits am 2. März 1975 trat die Rentnerband in dieser Besetzung mit Hamburger Deern sowie dem Lied Glühwürmchen aus Paul Linckes Operette Lysistrata in der ARD-Fernsehsendung Pop 75 auf. Im April/Mai probten sie im Weißenhäuser Strand ihr neues Live-Programm für ihre Tournee, die am 5. Mai in der Hamburger Musikhalle begann. Im Juli 1975 wurde das zugehörige Album Revue aufgenommen, die zehnköpfige Besetzung ist auf dem Album-Cover abgebildet., die Single Alles klar, alles bleibt wie es war! / Rollmops wurde mit demselben Foto veröffentlicht.
An den Kompositionen und Texten des Albums waren Willem und Lütge je an sieben Stücken beteiligt; Böhm war an fünf, Popp an drei und Böhrs an einem Stück beteiligt. Des Weiteren sind vom Texter Wolfgang Krüger Beteiligungen an fünf Titeln verzeichnet.
Im Laufe des Jahres 1975 stießen dann der Bassist Heinz „Fuzzy“ Matthies und der Saxophonist Sam Walker zur Band hinzu. Im Januar 1976 erschien das von Michael Kunze geschriebene Lied Nie mehr Liebe im Vau Weh. Auf dem Cover der Single ist eine elfköpfige Besetzung mit Heinz Matthies und Sam Walker ohne Wolfgang Düe abgebildet. Dieses ist die letzte Veröffentlichung mit Petrel, auch ist es die letzte Produktion von Lütge.

### Letztes Album mit Willem
Nachdem Willem mit Tarzan ist wieder da ein Charterfolg gelungen ist, wurde ein letztes Album der Rentnerband mit Willem produziert.
Im Mai 1977 erschien die Single Opas Oper, ein Cover des 1975 erschienenen Lieds The Opera der Dizzy Man’s Band; neben Willem, Böhrs, Matthies, Krüger, Walker und Unverdorben sind drei weitere Personen auf dem Cover abgebildet.
Kurz darauf wurde berichtet, dass Jan Sasinka, ein Mitglied der Gruppe, welcher sechs verschiedene Instrumente spielte, verstarb.
Mit Opas Oper hatte die Rentnerband auch einen Fernsehauftritt, bei dem auch Herbert Drapatz beteiligt ist.
Das Album Eine Nacht mit Onkel Carlo sowie zwei weitere Singles Du, Du, Du und Onkel Fuzzy wurden unter dem Namen Rentnerband & Willem veröffentlicht.

### Fernsehshows
Die Rentnerband trat in diversen Fernsehshows auf, darunter
- 22.07.1974: Musik aus Studio B (ARD): Gottfried Böttger[32] & Die Rentnerband mit Der Clou (The Entertainer)
- 23.11.1974: Disco (ZDF)[12] mit Hamburger Deern
- 02.03.1975: Pop 75 (SWF/HR)[23] mit Hamburger Deern und Glühwürmchen
- 13.09.1975: Die aktuelle Schaubude (NDR)[33]
- 29.09.1975: Musik aus Studio B (ARD) mit Hallo, Hallo, wie geht’s denn Dir
- 13.10.1975: Ich trink’ auf dein Wohl, Marie (ARD)[34][35]
- 02.11.1975: Udo, Otto und die anderen (NDR)[36]
- 01.01.1976: Silvester-Tanzparty '75/76 (ZDF) mit Hamburger Deern[37]
- 31.12.1977: Morgen ist heute schon gestern – Silvester-Show (ARD)[38][39] mit Peter Porsche und Opas Oper[40]
- 12.01.1981: ZDF-Hitparade (ZDF) mit Ski-Heil, Bein kaputt
- 22.02.1982: Lieder vom Faß – Lieder zum Spaß (ZDF)[41][42]
- 18.09.1982: Stimmung, Stars und gute Laune (ZDF)[43][44]
- 01.01.1985: Mit Stimmung, Stars und guter Laune ins neue Jahr (ZDF)[45]
- 10.10.1992: Die Goldene Schlagerparade (Sat.1): Peter Petrel & Rentnerband mit Hamburger Deern[46][47]

### Nach Auflösung der Rentnerband
Nachdem sich die Rentnerband aufgelöst hatte, gingen die Musiker getrennte Wege. Werner Böhm († 2020) wurde als Gottlieb Wendehals bekannt, Willem († 1994) ging als Moderator zum Norddeutschen Rundfunk und Hans Herbert Böhrs war anfangs in der Fernsehsendung Bananas (WDR) als Komiker zu sehen. Bis zu seinem Tod im Mai 2022 war er Mitveranstalter der Hamburger-Stadtpark-Konzerte und seit 1976 Organisator der Verkleidungsparty LiLaBe. Herbert Drapatz arbeitete als Begleit- und Studiomusiker unter anderem mit Dave Dudley, Ted Herold und Gunter Gabriel zusammen. Der Country-Gitarrist ist heute als Produzent für verschiedene Country-Music-Projekte tätig.
1994 sollte das 20-jährige Jubiläum der Rentnerband stattfinden, das aufgrund des Todes von Willem nicht mehr umgesetzt wurde.

## Diskografie

### Alben
- 1974: ...alles klar (Reprise Records / WEA)[3]
- 1975: Revue (mit dem Pensionärs-Chor) (WEA)[21]
- 1977: Eine Nacht mit Onkel Carlo (Rentnerband & Willem) (WEA)
- 1978: Das Beste von der Rentnerband & Willem (Rentnerband & Willem, Kompilation) (Midi)
- 1981: Wunderbar (Die Rentnerband, Hansa / Pingo Music)

### Singles
- 1974: Hamburger Deern / Ich pfeif’ auf die Rente (Reprise Records / WEA), aus dem Album ...alles klar
- 1975: Lass’ die Morgensonne (endlich untergeh’n) (Midnight Special) / Balkan Lied (Cottonfields) (Daddy’s Group, Warner Bros.)[52], aus dem Album Hamburger-Szene[15]
- 1975: Olli, der Orang Utan / Irren macht schlau (Eppendorfer Pensionärs Chor) (Reprise Records / WEA), A-Seite aus dem Album Hamburger-Szene[15]
- 1975: Alles klar, alles bleibt wie es war! / Rollmops (WEA), aus dem Album Revue
- 1975: Meine Welt ist der Korridor vom Arbeitsamt / Macht nix, es gibt Schlimmeres (Pensionärs Chor), (WEA), B-Seite aus dem Album Revue
- 1976: Nie mehr Liebe im Vau Weh / Dixie Baby (WEA)
- 1977: Opas Oper / Und wenn alles brennt (WEA), aus dem Album Eine Nacht Mit Onkel Carlo
- 1977: Du, Du, Du / Tanzband auf der Titanic (Rentnerband & Willem) (WEA / Alpha Musikverlag / Kraut Musikverlag), aus dem Album Eine Nacht Mit Onkel Carlo
- 1978: Onkel Fuzzy / Gestatten, Schmidt (Rentnerband & Willem) (WEA / Kraut Musikverlag), aus dem Album Eine Nacht Mit Onkel Carlo
- 1979: Papa Melone (Mama Leone) / Die flotte Lotte (WEA / Intersong Musikverlag / Rialto Musikverlag), B-Seite aus dem Album Eine Nacht Mit Onkel Carlo
- 1980: Charlie / Surfbrett-Bubies (Hansa / der andere song), aus dem Album Wunderbar
- 1980: Ski-Heil, Bein kaputt / Gut Holz (Die Rentnerband, Hansa / Pingo Music), aus dem Album Wunderbar
- 1981: Wunderbar / I Don’t Like My Müsli (Die Rentnerband, Hansa / Pingo Music), aus dem Album Wunderbar
- 1982: Gibt es diesen Sommer eine Dürre? / Ist denn hier alles zu spät? (Die Rentnerband, Hansa / Pingo Music), B-Seite aus dem Album Wunderbar
- 1983: Ringelpitz und Ramba Zamba / Der Andere (Hans Herbert und die Rentnerband), Black Box[53][54]

## Auszeichnungen
- 1975: Goldene Europa